# Jarosław Gromadziński
Jarosław Roman Gromadziński (ur. 20 stycznia 1971 w Górze) – generał broni Wojska Polskiego; doktor nauk społecznych (2016); dowódca 15 Brygady Zmechanizowanej (2016–2018); dowódca 18 Dywizji Zmechanizowanej (2018–2022); dowódca wielonarodowego Eurokorpusu (2023–2024); dyspozycja Dyrektora Departamentu Kadr MON z wykonywaniem zadań w DG RSZ (2024–2025).

## Życiorys
Jarosław Gromadziński urodził się 20 stycznia 1971 w Górze. W 1990 ukończył Liceum Renowacji Zabytków w Brzegu.

### Wykształcenie
Absolwent Wyższej Szkoły Oficerskiej Wojsk Zmechanizowanych we Wrocławiu (1994); Akademii Obrony Narodowej (2002), którą ukończył z pierwszą lokatą. Studia podyplomowe ukończył w 2008 roku na kierunku Zarządzanie Kryzysowe w Akademii Marynarki Wojennej w Gdyni. Absolwent NATO (ang. NATO Defense College) w Rzymie (2011). W latach 2011–2012 szkolił się z obszaru reagowania kryzysowego NATO w NATO School w Oberammergau (Niemcy). Absolwent Podyplomowych Studiów Polityki Obronnej (PSPO) w AON (2015). W 2016 uzyskał stopień naukowy doktora w dziedzinie nauk społecznych, w dyscyplinie nauk o bezpieczeństwie. W 2017 roku uczestniczył w kursie dla generałów, oficerów flagowych oraz ambasadorów, który odbył się  w Akademii Obrony  NATO Defense College w Rzymie. W roku 2019 ukończył kurs „The Senior Leaders’ Course” organizowany w międzynarodowej uczelni wojskowej Baltic Defence College (BALTDEFCOL) w Tallinnie.

### Służba wojskowa
We wrześniu 1990 rozpoczął studia wojskowe w Wyższej Szkole Oficerskiej Wojsk Zmechanizowanych, które ukończył w 1994 we Wrocławiu zakończone promocją na podporucznika. Promocja odbyła się we Wrocławiu 19 czerwca 1994 z udziałem prezydenta Lecha Wałęsy, a promował szef Sztabu Generalnego Wojska Polskiego gen. broni Tadeusz Wilecki. Razem z podchorążym Jarosławem Gromadzińskim  promowani byli podchorążowie m.in.: Adam Marczak, Zenon Brzuszko, Sławomir Kocanowski, Arkadiusz Mikołajczyk, Grzegorz Grodzki,, Piotr Trytek, Marcin Adamski, Rafał Kowalik.

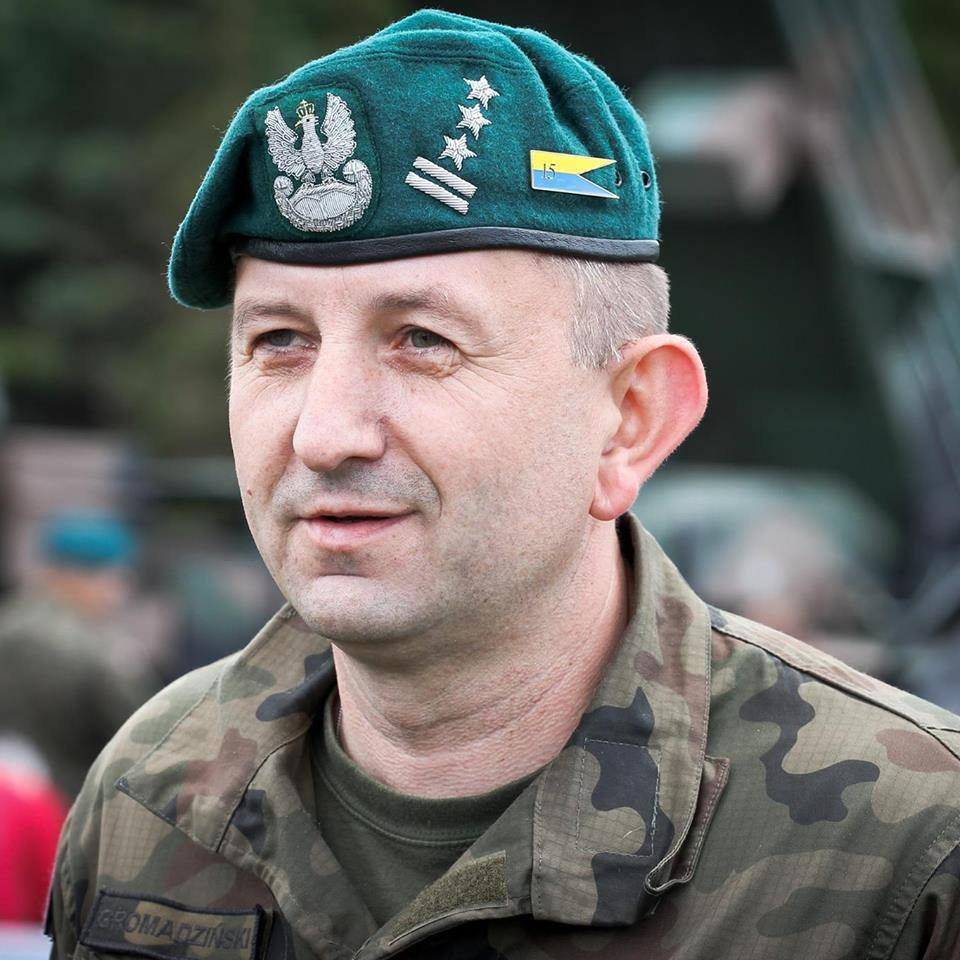
2 maja 2016 został w Gizycku dowódcą 15 Brygady Zmechanizowanej

W lipcu 1994 rozpoczął zawodową służbę wojskową na stanowisku dowódcy plutonu w 14 Brygadzie Zmechanizowanej w Elblągu. W jednostce tej pozostał do 2000 roku pełniąc służbę wojskową na stanowiskach dowódcy kompanii, szefa sztabu oraz dowódcy batalionu zmechanizowanego. Po ukończeniu AON jako prymus w 2002 kolejne stanowisko służbowe objął jako specjalista w Generalnym Zarządzie Planowania Strategicznego (P5) Sztabu Generalnego Wojska Polskiego. W 2004 powrócił do 16 DZ obejmując stanowisko dowódcy batalionu zmechanizowanego w 9 BKPanc. W 2007 został wyznaczony na stanowisko szefa sztabu 9 BKPanc. Następnie został przeniesiony do dowództwa 16 Dywizji Zmechanizowanej, gdzie objął stanowisko szefa wydziału operacyjnego G-3 i pełnił je do 2011. W latach 2004–2009 pełnił służbę w ramach polskich kontyngentów wojskowych. Uczestniczył w III zmianie PKW Irak (2004/2005) pełniąc obowiązki szefa VOB w strukturach MND C-S. W 2007 dowodził XXVII zmianą PKW Syria. Na przełomie 2008 i 2009 roku brał udział w Misji Szkoleniowej NATO w Iraku, gdzie zajmował stanowisko szefa zespołu doradców wojskowych (TESC). W latach 2011–2014 zajmował stanowisko szefa Oddziału Analiz i Użycia Wojsk Lądowych w Zarządzie Planowania Operacyjnego – P3 SG WP. Po ukończeniu PSPO pełnił służbę na stanowisku koordynatora w Zarządzie Planowania Użycia Sił Zbrojnych i Szkolenia (P3/P7) SG WP w Warszawie. Z dniem 2 maja 2016 został wyznaczony przez ministra obrony narodowej Antoniego Macierewicza na stanowisko dowódcy 15 Giżyckiej Brygady Zmechanizowanej.
29 listopada 2016 roku został mianowany na stopień generała brygady przez prezydenta Rzeczypospolitej Polskiej Andrzeja Dudę. 24 marca 2017 roku został uhonorowany nagrodą miesięcznika Polska Zbrojna „Buzdygany” za 2016 rok „za przekuwanie szkoleniowego rzemiosła w sztukę budowania żołnierza przyszłości”. 9–10 stycznia 2018 w Bemowie Piskim i w rejonie Doliny Rospudy kierował pododdziałami 15 BZ i Batalionowej Grupy bojowej NATO podczas ćwiczenia „Bull Run 3”; w dniach 5–9 lutego w Orzyszu w Ośrodku Szkolenia Poligonowego Wojsk Lądowych był kierownikiem ćwiczenia dowódczo-sztabowego „Łasica-18”, wspomagane komputerowo, w którym wykorzystano system JCATS (Joint Conflict and Tactical Simulation); kierownik ćwiczenia taktycznego z wojskami „Puma-18” w dniach 12–23 luty 2018; kierownik ćwiczenia zgrywającego „Bull Run 4” w dniach 28 lutego–1 marca 2018 15 BZ i Wielonarodowej Batalionowej Grupy Bojowej (BGB) NATO; kierownik międzynarodowego ćwiczenia „Saber Strike 18”; w dniach 5–15 czerwca 2018 był kierownikiem ćwiczenia taktycznego z wojskami „Puma-II-18”.
Z dniem 1 sierpnia 2018 został wyznaczony na stanowisko zastępcy dowódcy – szefa sztabu 12 DZ. 17 września 2018 roku objął funkcję  dowódcy nowo formowanej 18 Dywizji Zmechanizowanej. 7 listopada 2018 został mianowany na stopień generała dywizji. W dniach 12–14 stycznia 2021 w Lublinie był kierownikiem dwuszczeblowego treningu sztabowego „Wkra-21” zorganizowanego przez 18 Dywizję Zmechanizowaną, w którym uczestniczyło dowództwo Litewsko-Polsko-Ukraińskiej Brygady (LITPOLUKRBRIG). 8 czerwca 2021 po zakończeniu ćwiczenia „Dragon-21” otrzymał certyfikat od ministra obrony narodowej Mariusza Błaszczaka potwierdzający gotowość dowództwa 18 DZ do działania operacyjnego zgodnie ze standardami NATO. W roku 2021 ukończył z wyróżnieniem studia podyplomowe „Master of Business Administration (MBA)” – Zarządzanie Cyberbezpieczeństwem na Wydziale Cybernetycznym Wojskowej Akademii Technicznej w Warszawie. 8 sierpnia 2022 przekazał dowodzenie 18 Dywizją Zmechanizowaną dla gen. bryg. Arkadiusza Szkutnika, po czym objął stanowisko zastępcy dowódcy ds. interoperacyjnych w Międzynarodowym Zespole ds. Pomocy Ukrainie. Od marca 2023 do czerwca 2023 był radcą koordynatorem Szefa SG WP. W 2023 został awansowany do stopnia generała broni.
29 czerwca 2023 objął stanowisko dowódcy wielonarodowego Eurokorpusu przechodząc przed objęciem funkcji w Strasburgu pełną procedurę sprawdzającą przez służby i został upoważniony do dostępu do informacji o najwyższych klauzulach tajności w Polsce i w NATO — Cosmic Top Secret, służby nie miały do niego żadnych zastrzeżeń przed objęciem jednego z najważniejszych stanowisk w Sojuszu. 27 marca 2024 został odwołany ze stanowiska dowódcy Eurokorpusu przez ministra obrony narodowej Władysława Kosiniaka-Kamysza w związku z prowadzonym przez Służbę Kontrwywiadu Wojskowego postępowaniem dotyczącym poświadczenia bezpieczeństwa osobowego pozyskując nowe informacje na jego temat wraz z natychmiastowym powrotem generała do kraju. Jarosław Gromadziński w nawiązaniu do licznych komentarzy i spekulacji związanych z wszczętym przez SKW postępowaniem dotyczącym poświadczenia bezpieczeństwa osobowego wobec jego osoby wydał oświadczenie w serwisie X, gdzie m.in. napisał: 

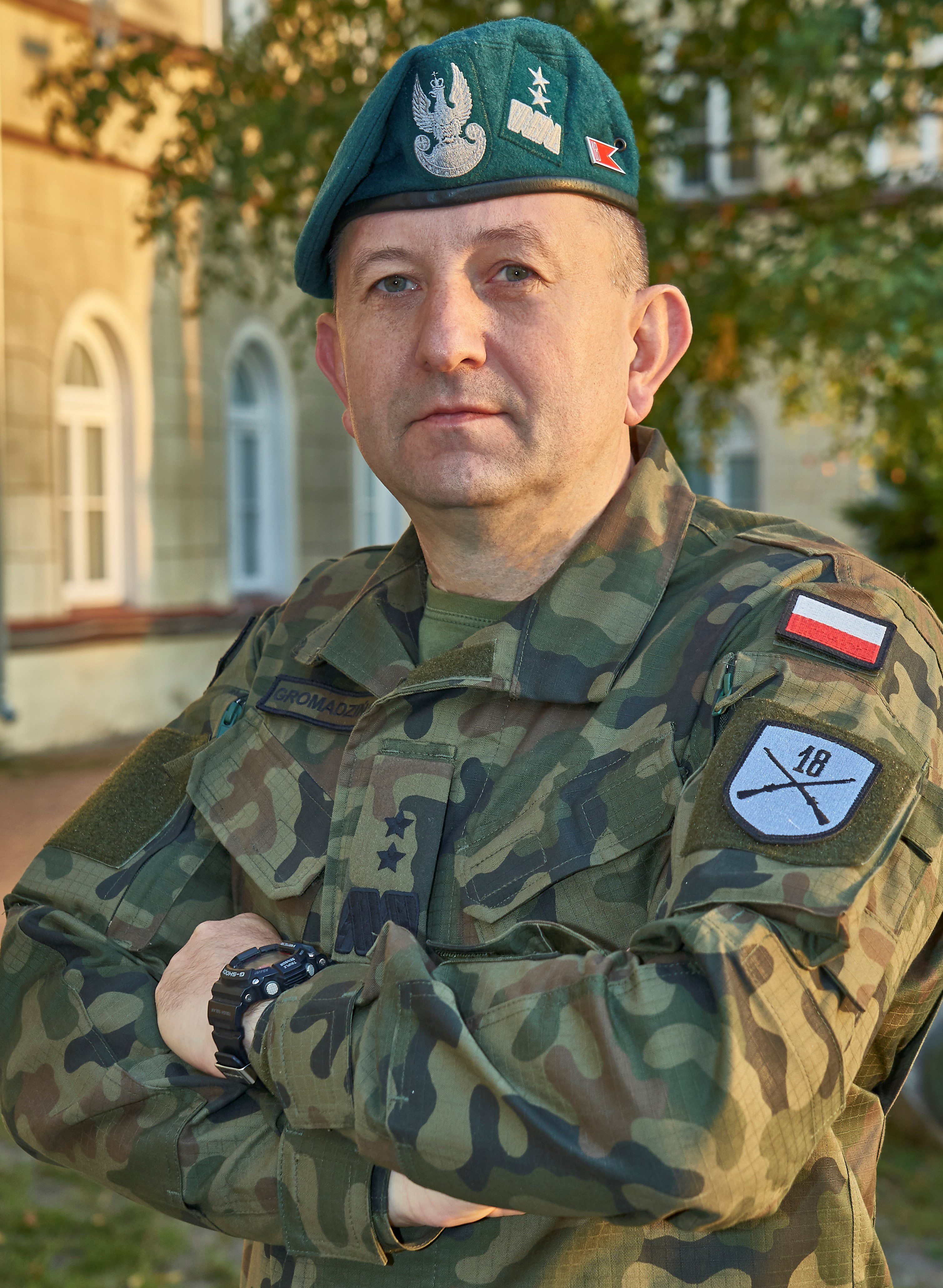
Był d–cą 18 DZ (2018–2022)

(...) Chciałbym oświadczyć, że przez 34 lata zawodowej służby wojskowej zawsze dobro służby, dobro Ojczyzny stawiałem na pierwszym miejscu, często kosztem rodziny. Pełniąc służbę na stanowiskach sztabowych i dowódczych, w kraju oraz za granicą, jak również współpracując z sojusznikami z NATO zawsze godnie reprezentowałem mundur żołnierza polskiego. Chciałbym zapewnić, że nie mam sobie nic do zarzucenia. Wierzę, że wszczęta przez SKW procedura kontrolna zakończy się dla mnie pozytywnie (...).

29 marca 2024 został skierowany do dyspozycji dyrektora Departamentu Kadr MON, który wyznaczył go do wykonywania zadań w Dowództwie Generalnym Rodzajów Sił Zbrojnych. 22 lipca 2024 Służba Kontrwywiadu Wojskowego poinformowała o cofnięciu Gromadzińskiemu poświadczeń bezpieczeństwa upoważniających do dostępu do informacji niejawnych. Generał broni Jarosław Gromadziński wbrew procedurze nie został wysłuchany, nie wie, na czym polegają stawiane mu zarzuty. 5 sierpnia 2024, zgodnie z procedurą, odwołał się od decyzji Służby Kontrwywiadu Wojskowego do premiera Donalda Tuska, który miał 90 dni na wydanie decyzji do sprawy. Jak wynika z medialnych informacji (dwa niezależne źródła redakcji tvn24.pl), premier podtrzymał decyzję gen. Jarosława Stróżyka, szefa Służby Kontrwywiadu Wojskowego. Gen. broni Jarosław Gromadziński zapowiedział, że w związku z tym sprawa trafi do sądu.

### Zakończenie służby, praca na emeryturze
25 stycznia 2025 rozpoczął podyplomowe studia „Przedsiębiorstwo w dobie rozbudowy potencjału obronnego” w Szkole Głównej Handlowej w Warszawie. Z dniem 31 stycznia 2025 zakończył zawodową służbę wojskową. 1 lutego 2025 udzielił wywiadu dla portalu internetowego Onet.pl, mówiąc m.in.:

(...)  Nie mam pretensji, że nowa władza dobiera własne kadry. Można jednak było mnie odwołać w innym stylu. Wystarczyło zaprosić mnie do kraju i powiedzieć: "panie generale, ze względu na dobro kraju proponujemy rozwiązanie. Pan się podaje do dymisji ze względów zdrowotnych, rodzinnych czy innych". Tylko, że to nie wystarczało.  (...)

Z dniem 3 lutego 2025 został Prezesem Academy Defence24 Sp. z.o.o..

## Służba wojskowa
- 1994–1995 – dowódca plutonu w 14 BZ w Elblągu
- 1995–1997 – dowódca kompanii w 14 BZ
- 1997–1999 – szef sztabu – zastępca dowódcy batalionu zmechanizowanego w 14 BZ
- 1999–2000 – dowódca batalionu zmechanizowanego w 14 BZ
- 2002–2004 – specjalista, Wydziału DPQ w Zarządzie Planowania Rozwoju Sił Zbrojnych, Generalny Zarząd Planowania Strategicznego P-5, SG WP w Warszawie
- 2004–2004 – specjalista w Oddziale Planowania Celów Sił Zbrojnych w Zarządzie Planowania Rozwoju Sił Zbrojnych, Generalny Zarząd Planowania Strategicznego P-5, SG WP w Warszawie
- 2004–2007 – dowódca batalionu zmechanizowanego w 9 BKPanc w Braniewie
- 2007–2008 – szef sztabu w 9 BKPanc
- 2008–2011 – szef wydziału operacyjnego G-3 w 16 DZ w Elblągu
- 2011–2014 – szef Oddziału Analiz i Użycia Wojsk Lądowych w SG WP
- 2015–2016 – koordynator w Zarządzie Planowania Użycia Sił Zbrojnych i Szkolenia P3/P7 w SG WP
- od 2 maja 2016 do 31 lipca 2018 – dowódca 15 BZ
- od 1 sierpnia 2018 do 16 września 2018 – zastępca dowódcy – szef Sztabu 12 DZ[53]
- od 17 września 2018 do 7 sierpnia 2022 – dowódca 18 DZ w Siedlcach
- od 8 sierpnia 2022 do czerwca 2023 – zastępca dowódcy ds. interoperacyjnych w Międzynarodowym Zespole ds. Pomocy Ukrainie
- od 29 czerwca 2023 do 27 marca 2024 – dowódca Eurokorpusu[34]
- od 29 marca 2024 do 31 stycznia 2025 dyspozycja dyrektora Departamentu Kadr MON → DG RSZ

## Wykształcenie wojskowe
- WSOWZ we Wrocławiu (1994)
- AON w Rembertowie (2002), zakończone nadaniem tytułu oficera dyplomowanego, ukończył je z pierwszą lokatą
- AMW w Gdyni (2008) – studia podyplomowe (zarządzanie kryzysowe)
- NATO Defense College w Rzymie (2010-2011) – Senior Course 117
- NATO School w Oberammergau w Niemczech (2011) – NATO Crisis Management Course
- NATO School w Oberammergau w Niemczech (2012) – NATO Senior Officer Policy Course
- NATO School w Oberammergau w Niemczech (2012) – NATO Crisis Response System Course for Experts
- AON w Rembertowie (2015) – Podyplomowe Studia Polityki Obronnej
- AON w Rembertowie (2016) – uzyskanie stopnia naukowego doktora w dziedzinie nauk społecznych
- NATO Defense College w Rzymie (2017) – Generals, Flag Officers and Ambassadors’ Course
- Baltic Defence College (2019) – The Senior Leaders’ Course
- Wojskowa Akademia Techniczna (2021) – Studia Podyplomowe „Master of Business Administration (MBA)” – Zarządzanie Cyberbezpieczeństwem[30]
- Defence Academy of the United Kingdom (2022) – Senior Strategic Leadership Programme

## Awanse
- podporucznik – 1994

(...)
- generał brygady – 2016[54]
- generał dywizji – 2018[55]
- generał broni – 2023[56]

## Ordery, odznaczenia i wyróżnienia
- Brązowy Krzyż Zasługi – 2004[57]
- Srebrny Medal za Długoletnią Służbę
- Brązowy Medal za Długoletnią Służbę
- Gwiazda Iraku
- Srebrny Medal „Siły Zbrojne w Służbie Ojczyzny”
- Brązowy Medal „Siły Zbrojne w Służbie Ojczyzny”
- Srebrny Medal „Za zasługi dla obronności kraju”
- Brązowy Medal „Za zasługi dla obronności kraju”
- Odznaka Honorowa Wojsk Lądowych
- Odznaka pamiątkowa 15 BZ – 2016, ex officio
- Odznaka pamiątkowa Dowództwa 18 DZ – 2019, ex officio
- Odznaka absolwenta Podyplomowych Studiów Polityki Obronnej AON
- Gwiazda Weterana (SKMP ONZ)
- Odznaka pamiątkowa 9 psk (nadawana przez Towarzystwo Przyjaciół 9 PSK w Grajewie) – 2018[58]
- Medal Pamiątkowy Wielonarodowej Dywizji Centrum-Południe w Iraku
- Medal „Pro Patria”
- Brązowy Medal za Zasługi dla Policji – 2018[59]
- Złoty Medal za Zasługi dla Straży Granicznej
- Odznaczenie „Serce Legionu” IV stopnia: Medal Brązowy (SHDK Legion) – 2019[60]
- Odznaka „SHDK Legion” – 2019[60]
- Medal „W służbie Bogu i Ojczyźnie” – 2019
- Medal za Chwalebną Służbę – Stany Zjednoczone, 2023[61]
- Odznaka Honorowa Naczelnego Wodza Sił Zbrojnych Ukrainy „Krzyż Zasługi” (nr 376) – Ukraina, 2023[62]
- Odznaka Honorowa Naczelnego Wodza Sił Zbrojnych Ukrainy „Za Wspieranie Wojska” – Ukraina, 2022[63]
- Medal NATO z klamrą ‘NTM-IRAQ’ (za Misję Szkoleniową NATO w Iraku)
- Medal ONZ za misję UNDOF
- Odznaka absolwenta NATO Defense College – 2017
- „Buzdygan” Polski Zbrojnej za rok 2016 – 2017[2]
- Bursztyn Polskiej Gospodarki – 2019[64]
- Honorowy Obywatel Gminy Adamów – 2019[65]
- Nagroda im. gen. Bolesława Wieniawy-Długoszowskiego – 2020[66]
- Honorowy Podhalańczyk – 2020[67].
- Honorowy Obywatel Miasta Terespol – 2021[68]

## Publikacje
- „Planowanie Obronne NATO w kontekście osiągania gotowości do działania w sytuacjach Reagowania Kryzysowego”. AMW, Gdynia, czerwiec 2008
- „NATO and the Arabian Peninsula: ICI partnerships as a starting point to a better future”. NDC, Rzym, luty 2011
- „System rażenia Sił Zbrojnych RP”. AON, Warszawa, kwiecień 2012
- „Identyfikacja wybranych zdolności Sił Zbrojnych RP w obszarach systemu funkcjonalnego rażenie oraz przetrwania i ochrony wojsk”. AON, Warszawa, kwiecień 2013
- „Prognozy i determinanty przeobrażeń współczesnych działań zaczepnych” AON, Warszawa, luty 2014
- „Budowa zdolności SZ RP do realizacji połączonego wsparcia ogniowego w operacji”. AON, Warszawa, styczeń 2015
- „Nowe spojrzenie na połączone wsparcie ogniowe konsekwencją udziału SZ RP w misjach poza granicami kraju”. AON, Warszawa, luty 2015
- „Rozwój zdolności do prowadzenia Połączonego Wsparcia Ogniowego jako elementu zdolności obronnych Rzeczypospolitej Polskiej” AON, Warszawa, czerwiec 2015
- „Rola i zadania organizatora systemu funkcjonalnego rażenie w procesie budowy zdolności SZ RP” WSOWL, Wrocław, październik 2015
- „Koncepcja Połączonego Wsparcia Ogniowego SZ RP” WSOWL, Wrocław, październik 2015
- „Kierunki zmian w procesie zarządzania kryzysowego NATO” AON, Warszawa, sierpień 2016
- „Żołnierze Wojska Polskiego na wschodnich rubieżach Rzeczypospolitej. Historia we Współczesne wyzwania” Wydawnictwo Naukowe Uniwersytetu Przyrodniczo-Humanistycznego, Siedlce, 2020.